# In den Augen der anderen
In den Augen der anderen (Originaltitel: House Rules) ist ein Buch der US-amerikanischen Schriftstellerin Jodi Picoult, die 2010 ihr 19. Werk veröffentlichte. Die deutsche Übersetzung erschien beim Bastei Lübbe Verlag im Jahr 2011.
In diesem Werk wird das Leben des 18-jährigen Jacob Hunt beschrieben, der am Asperger-Syndrom leidet. Für ihn ist es überlebenswichtig einen geregelten Tagesablauf zu haben und seine Mutter Emma tut alles dafür, um ihn vor ungewohnten Situationen zu schützen. Jodi Picoult zeigt in diesem bewegenden Roman, was es bedeutet „anders“ zu sein und wie Autismus in der heutigen Gesellschaft aufgefasst wird. Die Autorin hat bekanntere Werke geschrieben (Beim Leben meiner Schwester), aber dennoch erfreute sich das Buch so großer Zustimmung, dass es Platz 1 der New York Times Bestsellerliste erreichte.

## Handlung
Die Familie Hunt führt kein normales Leben. Jacob Hunt hat das Asperger-Syndrom, und sein Vater kann die Verantwortung, die dieses mit sich bringt, nicht tragen und verlässt die Familie. Nun sind Mutter Emma und der kleinere Bruder Theo auf sich gestellt. Alles muss nach den Vorstellungen des 18-jährigen Jacobs ablaufen, denn ansonsten bekommt er Anfälle, Krämpfe und Angstzustände. Das ist für die Familie sehr belastend und Emma bekommt gerade so genügend Geld zusammen, um die Medikamente für Jacob zu bezahlen. Theo bleibt dabei oft auf der Strecke. Zu Jacobs festem Bestandteil gehört die Vorliebe für Kriminalfälle. Jeden Abend guckt er die Serie „CrimeBusters“ und analysiert anschließend die gesehenen Mordfälle.
Eine weitere Konstante in seinem Leben ist die Kinderpsychologin Jessica Ogilvy, die ihm dabei hilft, Sozialverhalten zu erlernen und seine Mitmenschen zu verstehen. Als diese eines Tages tot aufgefunden wird, gerät Jacob unter Mordverdacht und kann sich nur schwer den Fragen der Polizei stellen. Durch seine aufrichtigen Antworten gerät er immer mehr in den Verdacht, seine Psychologin getötet zu haben, und Emma weiß nicht mehr, wie sie ihrem Sohn helfen soll.
Ein unerfahrener Anwalt versucht Jacob zu beschützen und seine Unschuld zu beweisen. Hier nimmt Theo eine wichtige Rolle ein, denn auf Grund seiner Vernachlässigung hat er es sich angewöhnt, in fremde Häuser einzubrechen und Videospiele oder CDs zu stehlen. Am Tag von Jessys Tod war Theo in der Wohnung und hat sie unter der Dusche überrascht. Daraufhin hat sie sich erschrocken und ist im Badezimmer ausgerutscht und mit dem Kopf auf dem Waschbecken aufgeschlagen. Voller Panik ergreift Theo die Flucht.
Als Jacob wenig später zu einer seiner Therapiestunden das Haus betritt, sieht er die Leiche und denkt, sein Bruder sei der Mörder. Er setzt alles daran, den „Mord“ zu vertuschen, und bedenkt dabei nicht, dass er sich durch sein Handeln selbst zum Hauptverdächtigen macht. Der Anwalt bemüht sich, die Geschworenen von der Unschuld der beiden Jungs zu überzeugen, und Jacob ist stolz, seinem Bruder anscheinend geholfen zu haben, und würde jedes Mal wieder so handeln.

## Ethische Hintergründe
In dem Roman In den Augen der anderen beleuchtet die Autorin das Leben eines am Asperger-Syndrom leidenden Jungen. Sie zeigt dem Leser, was es für einen Autisten bedeutet, aus seinem gewohnten Alltag gerissen zu werden, und wie diese Krankheit sich auf das Leben eines Menschen auswirkt.
Wie Menschen mit Asperger-Syndrom ihre Umwelt wahrnehmen und wie man ihnen helfen kann, ist noch sehr unbekannt. Die wenigsten sind über Symptome aufgeklärt oder wissen, dass diese Entwicklungsstörung existiert. Deshalb bietet dieser Roman einen tiefen, gut recherchierten und bewegenden Einblick in die Welt eines Autisten und stellt diese Thematik viel mehr in den Vordergrund als die Aufklärung des Todesfalls.

## Kommentar der Autorin
„Als Teenager mit dem Asperger-Syndrom hat sie [Jess Watsky] mir nicht nur gestattet, ihr Leben und ihren Geist zu durchsuchen und Teile davon für meinen Roman zu verwenden, sie hat auch das Manuskript Wort für Wort und in einer unglaublichen Geschwindigkeit gelesen und mir gesagt, was sie zum Lachen gebracht hat und was ich ändern müsse. Sie ist das Herz dieses Romans. Ohne sie hätte ich eine Figur wie Jacob nie erschaffen können.“